# Leon Lubomir Kruszyński
Leon Lubomir Kruszyński (ur. 1857 w Łowiczu, zm. 12 maja 1935 w Turku) – polski doktor weterynarii, społecznik, historyk regionu i dziennikarz związany z Turkiem.

## Życiorys
Pochodził z zamożnej rodziny, właścicieli fabryki cygar. Ukończył studia weterynaryjne w Wilnie, po ich ukończeniu wyjechał do Turku, gdzie został powiatowym lekarzem weterynarii. Zakupił i zaadaptował na cele mieszkalne budynek dawnego szpitala cholerycznego przy obecnej ulicy 3 Maja, następnie zamieszkał w nim wraz z żoną. W 1906 roku urodził mu się syn, Tadeusz – pierwszy powojenny starosta powiatu tureckiego.
W 1874 roku współorganizator Straży Ogniowej, a w 1912 pierwszej szkoły średniej (progimnazjum męskiego) w Turku. W latach 1912–1914 pracował w Ministerstwie Rolnictwa w Warszawie. W trakcie I wojny światowej był przewodniczącym Miejskiej Komisji Szacunkowej Strat Wojennych. W 1924 roku założył gazetę lokalną „Echo Tureckie” (obecnie „Echo Turku”), w której objął stanowisko redaktora naczelnego. Był również inicjatorem i współzałożycielem klubu piłkarskiego MKS Tur Turek. 
Został pochowany na starym cmentarzu parafialnym w Turku.
W uznaniu jego zasług dla miasta jego nazwiskiem nazwano jedną z ulic w Turku.

## Publikacje
- Bartosz Stachowiak (oprac.): Leon Lubomir Kruszyński. Zbiór prac. Bibliotheca Turcoviana. Turek 2007 ISBN 978-83-922497-4-0
- Turek, monografja miasta. Łowicz 1892[5]
- Wspomnienie z przeszłości miasta Turku. Biblioteka "Gońca Kaliskiego", Kalisz 1923[6]
- Miasto Turek i okolica w czasie okupacji niemieckiej: 1914-1918. Turek 1924[7]
- Przechadzka po Turku. Turek 1927
- Z wycieczki po województwie łódzkim. Turek 1929[8]
- Szkolnictwo średnie w Turku (1907-1931). Turek 1931
- Związek Strzelecki na terenie miasta Turku i powiatu tureckiego. Turek 1932[9]